# Život Blažene Djevice Marije
Život Blažene Djevice Marije (njem. Das Leben der hl. Jungfrau Maria) knjiga je prema viđenjima blažene Ane Katarine Emmerik, njemačke redovnice augustinke.
Njemački književnik Clemens Brentano bio je veliki podupiratelj Ane Katarine Emmerik pa je od 1819. do njezine smrti, 1824., zapisivao njezine vizije. Još je za svojega života započeo s tiskanjem ovoga djela, a njegov brat i snaha dovršili su ga nakon njegove smrti prema postojećim bilješkama. Blažena Ana Katarina Emerik je stigmatizirana redovnica augustinka, koja je 38 godina bila prikovana za postelju te imala viđenja vezana uz Marijin i Isusov život. Život Djevice Marije u kući u blizini Efeza detaljno je opisan u Katarininim razmatranjima te se kao takav kasnije pokazao vjerodostojan i autentičan. O detaljima života Blažene Djevice Marije, njezinim roditeljima, začeću i rođenju Novi zavjet ne govori. No, određen uvid može se dobiti iz ove knjige. Zapisi započinju s praroditeljima sv. Ane, prikazuju Marijino rođenje, Njezin život u hramu, vjenčanje sa sv. Josipom, put u Betlehem, Isusovo rođenje, put Sveta tri kralja, bijeg u Egipat, smrt Blažene Djevice te vrijeme nakon Marijine smrti.
Potaknuti prikazom vizija Ane Katarine Emerik u ovoj knjizi, francusko svećenstvo pokušalo je u posljednjim desetljećima 19. stoljeća pronaći Marijinu kuću u kojoj je umrla, koju je opisala Emerik, u blizini Efeza u Turskoj. Na brežuljku južno od drevnog grada, 1891. godine ponovno je otkrivena takozvana Marijina kuća, gdje su vršena neuspješna iskopavanja kako bi se pronašao Gospin grob. Kuća je i danas dobro poznato hodočasničko odredište u Turskoj. U knjizi se govori, da se apostol Ivan s Marijom preselio u Efez i živio s njom u kući iz koje se može vidjeti more. Također piše, da je Marija tamo pokopana i da će se jednog dana pronaći grob.
Knjiga je objavljena u više izdanja i prevedena na više jezika, uključujući i hrvatski jezik.